# ITunes Session (EP de Gorillaz)
iTunes Session é o segundo EP da banda virtual britânica Gorillaz, lançado exclusivamente através do iTunes em 22 de outubro de 2010. Conta com faixas gravadas ao vivo durante uma performance da banda para uma sessão no iTunes.

## Faixas
1. "Clint Eastwood" – 4:32
2. "Dirty Harry" – 3:48
3. "Feel Good Inc." – 3:37
4. "Kids With Guns" – 3:47
5. "Stylo" - 4:32
6. "Glitter Freeze" - 4:04
7. "On Melancholy Hill" - 3:47
8. "Rhinestone Eyes" - 3:22
9. "iTunes interwiew - 37:36